# Jüdische Gemeinde Sendenhorst
Die Jüdische Gemeinde Sendenhorst bestand seit der Mitte des 18. Jahrhunderts und ging 1889 in der Jüdischen Gemeinde Drensteinfurt auf. Der jüdische Friedhof von Sendenhorst ist erhalten.

## Geschichte der jüdischen Gemeinde
Die erste Nennung eines in Sendenhorst lebenden Juden stammt aus dem Jahr 1683. Zu diesem Zeitpunkt stand die jüdische Bevölkerung des Ortes unter dem Schutz des Stifts Münster und damit des Fürstbischofs. Um 1763 lebten drei jüdische Familien in Sendenhorst, bis in die 1770er Jahre hatte sich die Zahl verdoppelt. 1816 betrug die Zahl der jüdischen Einwohner Sendenhorsts 43. Der Bürgermeister Langen beurteilte ihre sozialen Verhältnisse damals wie folgt: „Die Juden leben schlecht, und sind nicht weniger als üppig in der Kleidung, und durch ihr karges Leben haben sie sich Haus und Garten erworben. [...] Übrigens halten sie noch immer an ihrem Handel mit Ellen und kurze Waren, halten aber viel darauf, dass die Jugend gut gebildet werde und schicken dieselbe daher nach die christlichen Schulen zum Privatunterricht.“
Seit 1800 bestand in Sendenhorst eine eigene Synagoge. Ob diese mit dem späteren Gotteshaus am Schlabberpohl identisch war, lässt sich nicht vollständig klären, ist allerdings wahrscheinlich. Unter dem Vorsitz des Landesrabbiners Abraham Sutro wurde 1816 Monachem Leeser Rabbiner von Sendenhorst. Über die Einhaltung der jüdischen Glaubensgesetze kam es in den folgenden Jahren zwischen Sutro und Leeser zu Streitigkeiten. Bis zum Ende der 1840er Jahre gingen auch die Juden aus Enniger zum Gottesdienst nach Sendenhorst. Nachdem infolge der umsichgreifenden Landflucht viele Juden nach Münster abwanderten und kleinere Landgemeinden, wie Sendenhorst, damit an Mitgliederschwund leiden mussten, wurde 1889 die Synagoge aufgegeben. Von ihr ist keine Fotografie erhalten. Nach der Veräußerung des Gotteshauses nutzten die Neueigentümer sie als Abstellraum, 1904 wurde sie abgetragen. An ihrem Standort, heute ein Parkplatz, erinnert eine Stele an die jüdische Gemeinde. Seit 1889 besuchten die Sendenhorster Juden den Gottesdienst in Drensteinfurt.
Zu Beginn der 1890er Jahre fanden in Sendenhorst zwei große antisemitische Veranstaltungen statt, an denen jeweils rund 1000 Besucher teilnahmen. Ein Angehöriger der Familie Leefmann hatte sich abfällig über die Marienverehrung geäußert und so starke Proteste bei den Katholiken verursacht. Viele Sendenhorster boykottierten nach diesen Veranstaltungen die wenigen jüdischen Geschäfte im Ort. Dies verschärfte das ohnehin aufgeladene Verhältnis von christlichen und jüdischen Bürgern noch zusätzlich. Die letzte jüdische Familie verließ Sendenhorst noch vor dem Ersten Weltkrieg.

## Jüdischer Friedhof Sendenhorst
1778 überließ die Stadt der jüdischen Gemeinde ein Grundstück am ehemaligen Stadtwall in Erbpacht, das für die nächsten 120 Jahre als Friedhof diente. 1809 musste der Rabbiner der Gemeinde Anzeige wegen Schändung des Friedhofes erstatten, die auch ordnungsgemäß verfolgt und die Täter verhaftet wurden. Im 19. Jahrhundert war der Totengräber des christlichen Friedhofes auch für die jüdischen Verstorbenen zuständig. Im Jahre 1900 entschloss sich die Gemeinde, um in der antisemitisch geladenen Stimmung Schändungen vorzubeugen, um den Friedhof eine verputzte Backsteinmauer zu ziehen. Im selben Jahr erfolgte die letzte jüdische Beerdigung in Sendenhorst.
In der Zeit des Nationalsozialismus, als schon zwei Jahrzehnte keine Juden mehr in der Stadt wohnten, stellten Anwohner einen Antrag auf Einebnung des Friedhofs. Die Sendenhorster Jugend würde diesen auf ungebührliche Weise nutzen, etwa Feuer machen, Unrat abladen oder Bäume niederreißen. Das Ansinnen der Bürger wurde nicht realisiert; so konnte der Begräbnisplatz erhalten bleiben. Heute stehen noch 18 Grabsteine auf dem Friedhof. Am 23. Juni 1994 wurde er in die Denkmalliste der Stadt Sendenhorst eingetragen.